# Polaridad (electricidad)

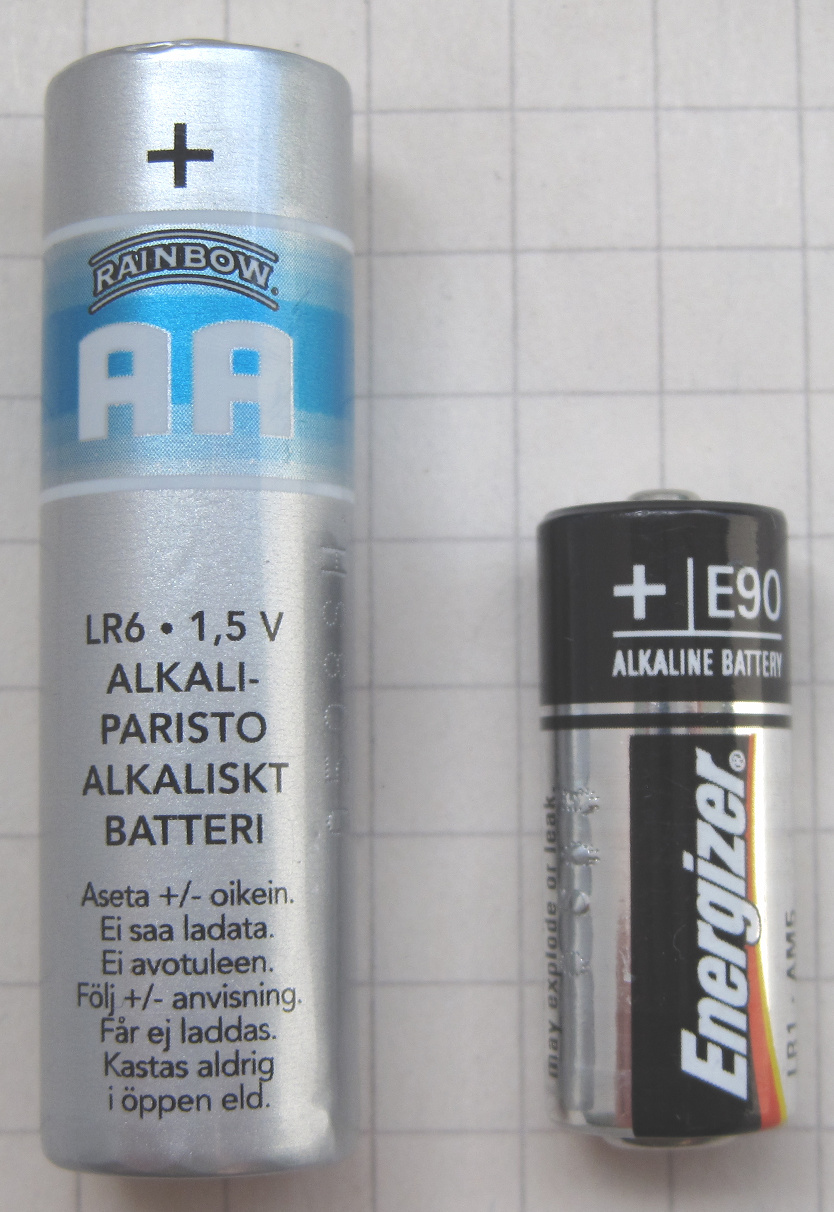
Dos baterías, el polo positivo se identifica con el símbolo +, mientras que el negativo con el -.

En ingeniería eléctrica se denomina polaridad a la cualidad que permite distinguir  cada uno de los terminales de una pila, batería u otras máquinas eléctricas de corriente continua. Cada uno de estos terminales llamados polos, puede ser positivo o negativo.
Antes de que se descubriera que la corriente eléctrica es un flujo de portadores de carga eléctrica, que en los metales son electrones y circulan desde el polo negativo o cátodo al positivo o ánodo, dicha corriente se definió como un flujo de cargas positivas y se fijó el sentido convencional de circulación de la corriente como un flujo de cargas desde el polo positivo al negativo.
También suele usarse el término "polaridad" para referirse a un componente cuyos terminales (típicamente suelen ser dos) son intercambiables en un circuito, sin alterar el funcionamiento del mismo. Ejemplos de componentes sin polaridad son las resistencias, condensadores (excluyendo los electrolíticos), bobinas, interruptores... Componentes con polaridad pueden ser transistores, capacidades electrolíticas, diodos, etc.

## Importancia
El conocer la polaridad del suministro de alimentación es sumamente importante ya que, en la mayoría de los casos, los pequeños dispositivos de corriente continua no suelen incorporar protecciones frente a un eventual cambio de polaridad en su alimentación, lo que puede acarrear daños irreversibles en el aparato.
Para evitar esto, y dado que generalmente la causa del problema es la colocación inadecuada de las baterías, es común que estos aparatos incorporen un diagrama que muestre cómo deben colocarse. Asimismo, los contactos se distinguen empleándose, convencionalmente, un muelle metálico para el polo negativo y una placa para el polo positivo o bien contactos en forma de corchetes que solo permiten su abrochado en el sentido correcto. Del mismo modo, en los aparatos con baterías recargables, el transformador - rectificador tiene una salida tal que la conexión con el aparato alimentado sólo puede hacerse de una manera, impidiendo así la inversión de la polaridad.
Cuando se trata de  instalaciones de gran envergadura, por ejemplo centrales telefónicas u otros equipos de telecomunicación, donde existe una distribución centralizada de corriente continua para toda la sala de equipos, se emplean elementos de conexión y protección adecuados para evitar un cambio erróneo de polaridad